# ES-261
A ES-261 é uma rodovia transversal do estado do Espírito Santo. A estrada liga Laranja da Terra a Santa Cruz, em Aracruz. É denominada rodovia Josil Espíndula Agostini entre Santa Teresa e Fundão, e denominada rodovia Alceu Agostini Gottardi entre Fundão e Santa Rosa, em Aracruz, junto do trecho da ES-124 entre Santa Rosa e Praia Grande, em Fundão.
A rodovia possui 140,223 quilômetros. Passa por Laranja da Terra, Itarana, Alto Caldeirão, Santa Teresa, Fundão, Santa Rosa e Santa Cruz.